# 干哥特流浪足球會
干哥特流浪足球會（英語：Concord Rangers Football Club）是一支位於英格蘭東部埃塞克斯郡肯維島（Canvey Island）的足球俱樂部，現時在英格蘭足球聯賽系統第七級的英格蘭足球依斯米安聯賽超聯組參賽。

## 球會榮譽

舊會徽

- 埃塞克斯高級盃（Essex Senior Cup）
  - 冠軍：2013/14年、2014/15年；
- 英格蘭足球依斯米安聯賽（Isthmian League）
  - 超聯組附加賽冠軍：2012/13年[1]；
  - 甲組北區附加賽冠軍：2009/10年；
  - 甲組北區亞軍：2009/10年；
- 依斯米安聯賽盃（Isthmian League Cup）
  - 冠軍：2012/13年；
- 埃塞克斯高級聯賽（Essex Senior League）
  - 冠軍：1997/98年、2003/04年、2007/08年；
  - 亞軍：2002/03年；
- 埃塞克斯中級聯賽（Essex Intermediate League）
  - 冠軍：1990/91年；

## 外部連結
- Official website （页面存档备份，存于）